# 夢見るジャンプ
「夢見るジャンプ」（ゆめみるジャンプ）は、平川地一丁目の6枚目のシングル。2005年11月9日に発売された。また、同年10月～11月に、NHKの音楽番組『みんなのうた』で放送された楽曲。
作詞・作曲：林直次郎、編曲・歌：平川地一丁目。